# Ліам Вілан
Вільям Огастін Вілан (англ. William Augustine Whelan; 1 квітня 1935, Дублін, Ірландія — 6 лютого 1958, Мюнхен, ФРН), більш відомий як Ліам Вілан (англ. Liam Whelan) або Біллі Вілан — ірландський футболіст, нападник.
Виступав за англійський клуб «Манчестер Юнайтед». Був одним з «малюків Басбі», з яким виграв два чемпіонські титули Першого дивізіону. Загинув 6 лютого 1958 року в Мюнхенській авіакатастрофі. За відомостями очевидців, безпосередньо перед тим, як літак врізався в ангар і загорівся, Вілан вимовив фразу: «Якщо це кінець, то я готовий до нього».

## Клубна кар'єра
Вілан народився у великій ірландській сім'ї католицького віросповідання; його батько Джон помер в 1943 році, коли Ліаму було 8 років.
Першою командою Вілана став ірландський клуб «Хоум Фарм», з якого він перейшов в «Манчестер Юнайтед». З березня 1955 року по лютий 1958 року Вілан провів за «Юнайтед» 98 матчів, в яких забив 52 голи. Він також регулярно залучався до ігор за національну збірну.

## Кар'єра в збірній
Ліам Вілан провів чотири матчі за національну збірну Ірландії. Дебютував у складі збірної 10 травня 1956 року в товариському матчі проти збірної Нідерландів на стадіоні «Феєнорд». Три інші матчі провів у рамках відбіркового турніру до чемпіонату світу.

## Пам'ятні заходи
Ліам похований на цвинтарі Гласневін у Дубліні.

## Досягнення
Манчестер Юнайтед
- Чемпіон Першого дивізіону (2): 1955/56, 1956/57
- Володар Суперкубка Англії (2): 1956, 1957
- Разом: 4 трофеї

## Статистика виступів
| Клуб              | Сезон             | Ліга | Ліга | Кубок Англії | Кубок Англії | Кубок чемпіонів | Кубок чемпіонів | Суперкубок Англії | Суперкубок Англії | Разом | Разом |
| Клуб              | Сезон             | Ігри | Голи | Ігри         | Голи         | Ігри            | Голи            | Ігри              | Голи              | Ігри  | Голи  |
| ----------------- | ----------------- | ---- | ---- | ------------ | ------------ | --------------- | --------------- | ----------------- | ----------------- | ----- | ----- |
| Манчестер Юнайтед | 1954/55           | 7    | 1    | 0            | 0            | -               | -               | 0                 | 0                 | 7     | 1     |
| Манчестер Юнайтед | 1955/56           | 13   | 4    | 0            | 0            | -               | -               | 0                 | 0                 | 13    | 4     |
| Манчестер Юнайтед | 1956/57           | 39   | 26   | 6            | 4            | 8               | 3               | 1                 | 0                 | 54    | 33    |
| Манчестер Юнайтед | 1957/58           | 20   | 12   | 0            | 0            | 3               | 2               | 1                 | 0                 | 24    | 14    |
| Всього за кар'єру | Всього за кар'єру | 79   | 43   | 6            | 4            | 11              | 5               | 2                 | 0                 | 98    | 52    |